# 九龍灣聖若瑟堂
九龍灣聖若瑟堂（英語：St. Joseph's Church）是一座香港天主教教堂，由天主教香港教區管理。位於香港九龍觀塘觀塘道57號（聖若瑟英文小學內），建立於1986年11月15日。

## 堂區服務範圍

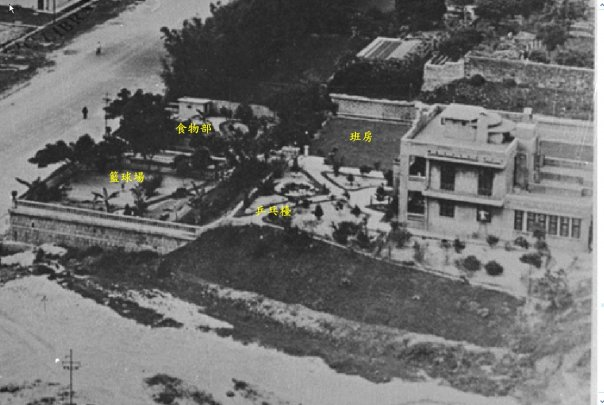
聖堂前身是一座別墅，圖中黃字顯示聖若瑟英文學校初期設施對應位置

聖若瑟堂區除了服務九龍灣的啟業邨、啟泰苑、麗晶花園、彩德邨等屋苑的教友外，也負責對越南及菲律賓籍教友牧民工作，為不同種族教友服務，是本堂區的特色。

## 堂區歷史

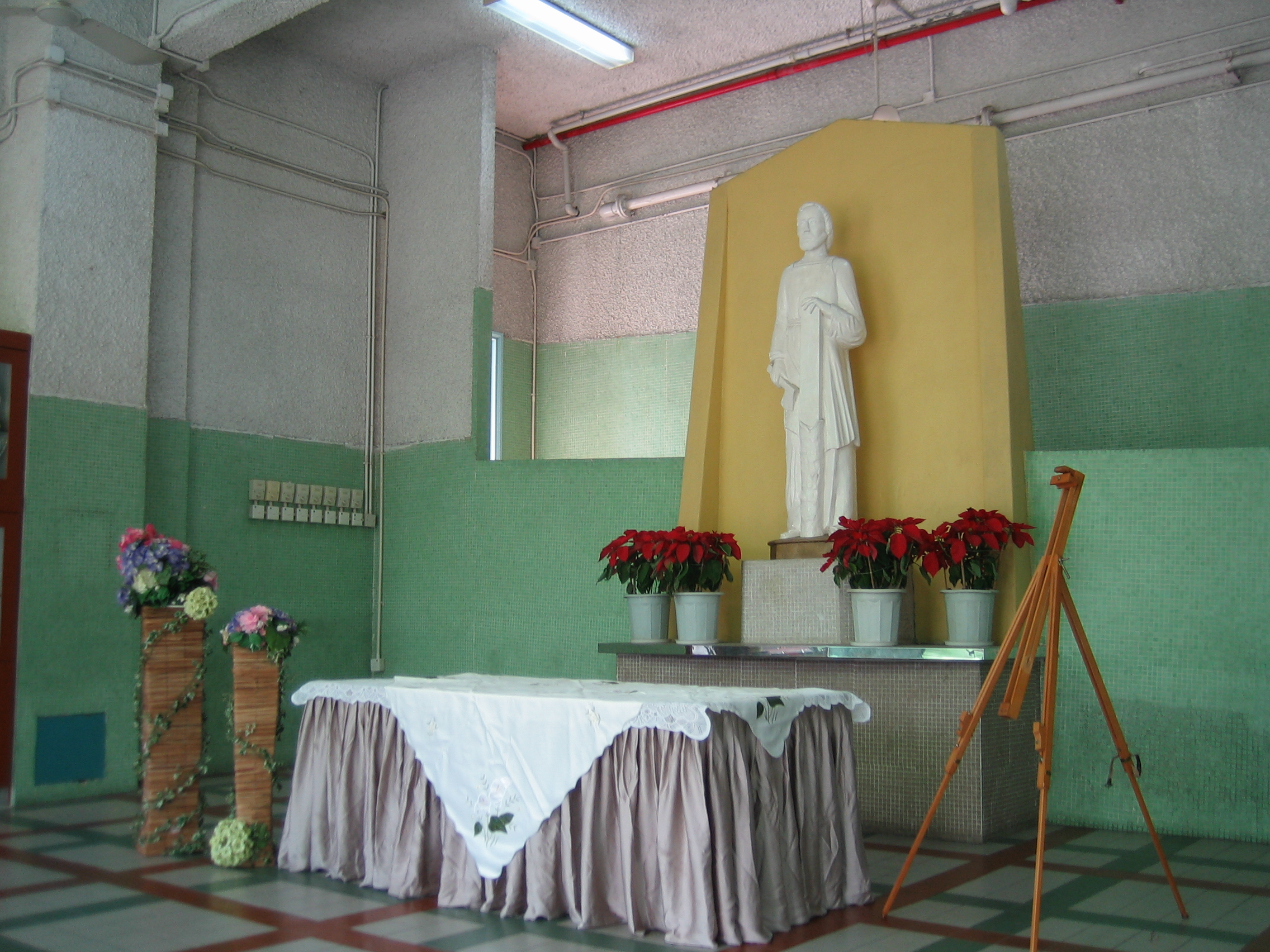
小聖堂大堂

九龍灣聖若瑟堂座落於聖若瑟英文小學內，前身是一座別墅，由一位法籍女教友，在1958年捐贈給耶穌聖心門徒會作為辦學之用。學校於1986年拆卸重建，同年11月15日，教區胡振中主教宣佈成立聖若瑟準堂區。
1988年聖若瑟英文聖堂大堂學落成，聖若瑟堂於同年3月19日由胡樞機祝聖。而聖若瑟堂則於1992年12月1日，由準堂區升格成為堂區，由此開始聖若瑟堂的堂慶，訂在每年5月1日的聖若瑟勞工主保節舉行。
八十年代，越南難民湧港，位於聖若瑟堂區附近的前英國皇家空軍基地舊址，改建成為開放式的「越南難民離港中心」，聖若瑟堂從這時起便負責服務越南教友。

## 堂區主保

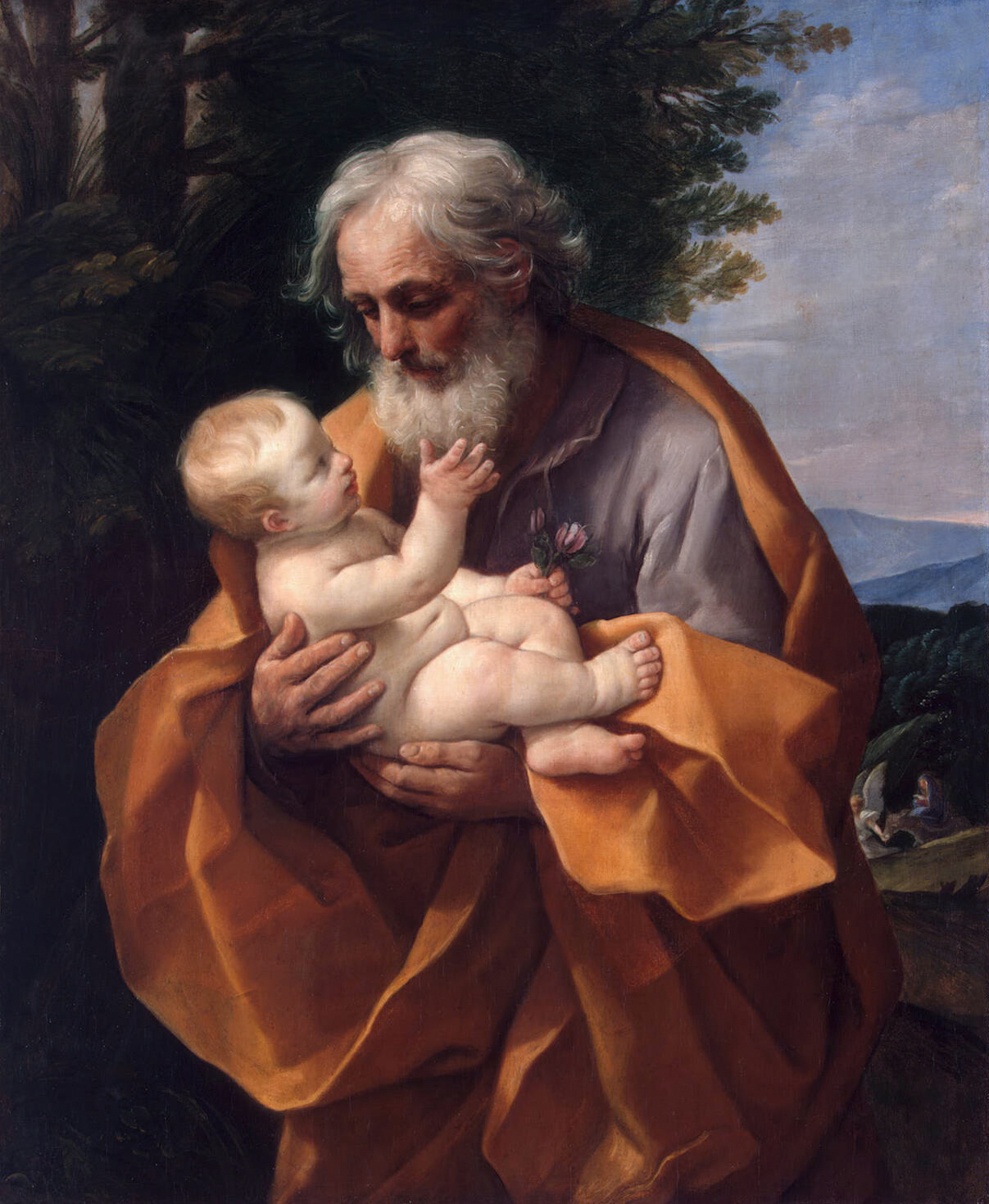
大聖若瑟

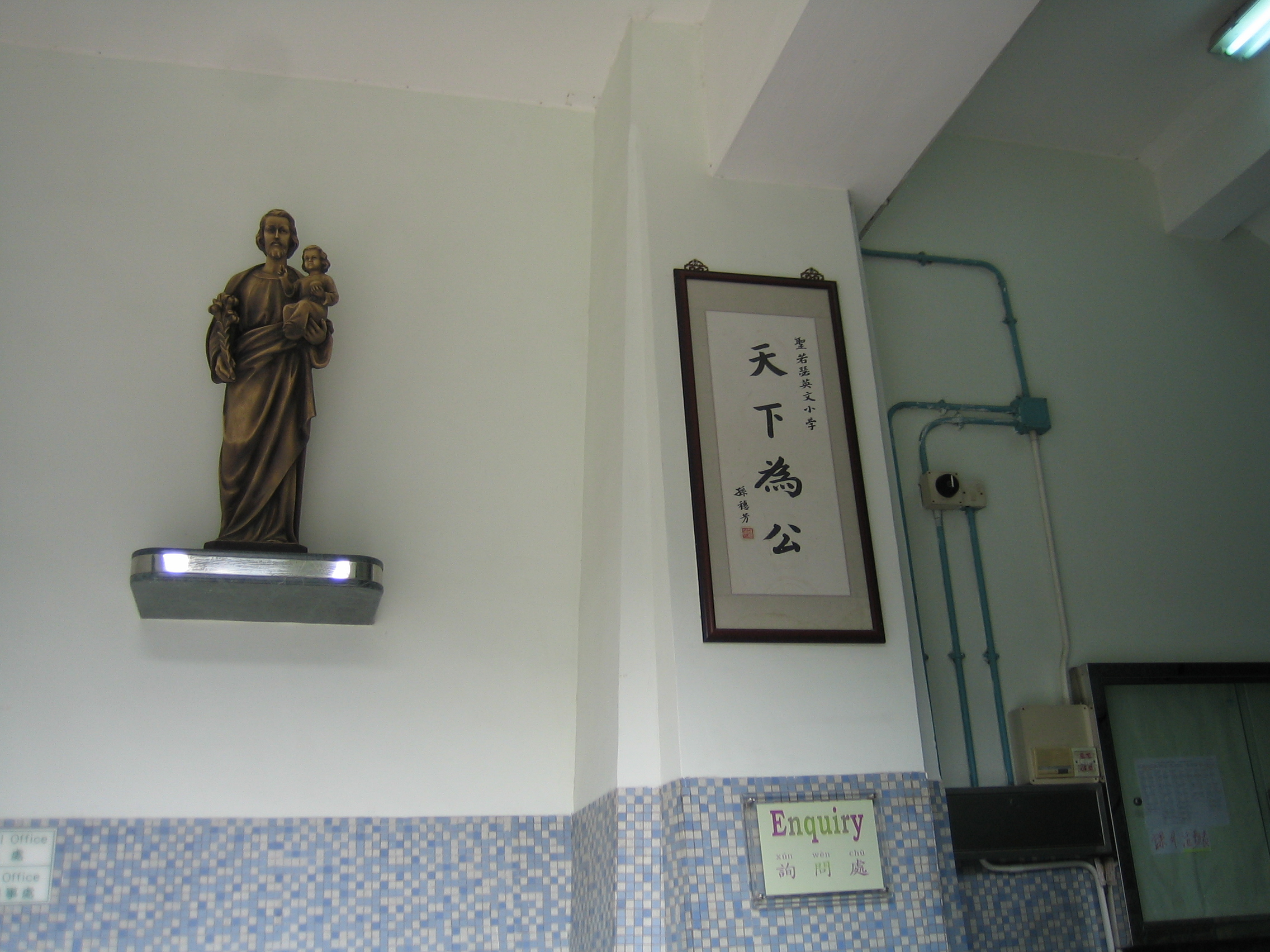
聖若瑟及孫穗芳博士所寫下的「天下為公」書法

大聖若瑟（英語：St Joseph）為全天主教教會的主保及中國主保，慶節於3月19日；又被封為全球勞工主保，慶典在每年5月1日勞動節。1955年教宗碧岳第十二定5月1日為「聖若瑟勞工主保節」，因為許多國家在5月1日慶祝勞動節，教宗以教會的慶節予以聖化，強調勞工的尊嚴。1956年又加上了「聖母淨配」名銜。由於祐漢為一基層社區，而大多數居民近三十年才自中國大陸來澳定居，故以中國教會和勞工的主保聖若瑟為本堂之主保。

## 彌撒及禮儀時間

### 彌撒
- 主日彌撒：上午8：00、10：30 (粤語)
- 中午12：30（越南語）
- 下午4：00（英語）
- 星期六提前主日彌撒：晚上6：00(粤語)
- 平日彌撒：上午7：00(粤語)

### 禮儀
- 明供聖體：首星期五晚8:00pm (粵語)
- 追思彌撒：第三個星期五晚8:00pm (粵語)
- 全日朝拜聖體：每星期四由上午7:30am至 晚上8:00pm

## 牧職人員
- 主任司鐸：容思定神父
- 助理主任司鐸：陳國星神父
- 住宿神父：溫以政神父
- 牧職修女：文曉恩修女

## 外部連結
九龍灣聖若瑟堂網站 （页面存档备份，存于）
兩堂區朝聖團赴華東，響應教宗呼籲為中國祈禱